# Sweet Sophie
Sweet Sophie (* 22. November 1988 in Rostock) ist eine deutsche Pornodarstellerin.

## Karriere
2012 gewann Sweet Sophie zwei Venus Awards; sie wurde als „New Webstar of the Year“ und mit dem „Best Innovation Award“ für ihre Website pornogutschein.com ausgezeichnet. Ein weiterer wichtiger Karrierebaustein ist der Durchbruch in den USA, den sie durch die Wahl zur „Miss Fleshlight“  erreichte; sie ist das erste deutsche Fleshlight-Girl. Sie wurde als „Webstar des Jahres“ und „Ausländische Darstellerin des Jahres“ für den XBIZ-Award 2015 nominiert.

## Produktionen
- DVD Sweet Sophie: Just me – 2010
- DVD Sophies Sexschule – 2011
- DVD Sweet Sophie hart gefickt – 2012
- über 500 Einzelszenen gedreht
- Cam4 Supershow Model
- Streamate Gold Model

## Auszeichnungen
- Livecam Award „Entrepreneur“ 2015
- AEVC Award „Webstar of the Year“ 2015
- Venus Award „New Webstar of the Year“ 2012
- Venus Award „Best Innovation“ 2012

## In den Medien
- Zwei Pornosternchen besuchen eine der größten Erotikmessen in den USA, “Exklusiv – Die Reportage”, RTL II, 15. März 2012
- Holger Gertz: Körperwelten, Süddeutsche Zeitung, 23. Juli 2011